# Lijst van voetbalinterlands India - Libanon
Deze lijst van voetbalinterlands is een overzicht van alle officiële voetbalinterlands tussen de nationale teams van India en Libanon. De landen hebben tot nu toe negen keer tegen elkaar gespeeld. De eerste ontmoeting, een kwalificatiewedstrijd voor het Wereldkampioenschap voetbal 1994, werd gespeeld in Beiroet op 7 mei 1993. Het laatste duel, een vriendschappelijke wedstrijd, vond plaats op 10 september 2023 in Chiang Mai (Thailand).

## Wedstrijden
| № | Plaats      | Datum             | Competitie           | Wedstrijd       | Uitslag |
| - | ----------- | ----------------- | -------------------- | --------------- | ------- |
| 1 | Beiroet     | 7 mei 1993        | WK 1994 kwalificatie | Libanon − India | 2 − 2   |
| 2 | Seoel       | 11 juni 1993      | WK 1994 kwalificatie | India − Libanon | 1 − 2   |
| 3 | Sidon       | 8 oktober 2007    | WK 2010 kwalificatie | Libanon − India | 4 − 1   |
| 4 | Margao      | 30 oktober 2007   | WK 2010 kwalificatie | India − Libanon | 2 − 2   |
| 5 | New Delhi   | 19 augustus 2009  | Vriendschappelijk    | India − Libanon | 0 − 1   |
| 6 | Bhubaneswar | 15 juni 2023      | Vriendschappelijk    | India − Libanon | 0 − 0   |
| 7 | Bhubaneswar | 18 juni 2023      | Vriendschappelijk    | India − Libanon | 2 − 0   |
| 8 | Bangalore   | 1 juli 2023       | Zuid-Azië Cup 2023   | Libanon − India | 0 − 0   |
| 9 | Chiang Mai  | 10 september 2023 | Vriendschappelijk    | India − Libanon | 0 − 1   |

## Samenvatting
| Competitie        | Totaal gespeeld | Winst India | Gelijk | Winst Libanon | Doelsaldo India – Libanon |
| ----------------- | --------------- | ----------- | ------ | ------------- | ------------------------- |
| WK-kwalificatie   | 4               | 0           | 2      | 2             | 6 − 10                    |
| Zuid-Azië Cup     | 1               | 0           | 1      | 0             | 0 − 0                     |
| Vriendschappelijk | 4               | 1           | 1      | 2             | 2 − 2                     |
| Totaal            | 9               | 1           | 4      | 4             | 8 − 12                    |

AIFF · A-Internationals · Bondscoaches · Statistieken · Olympisch elftal · Indiaas vrouwenelftal · India U21 · India U20 · India U19 · India U18 · India U17
1930 – 1949 · 
1950 – 1959 · 
1960 – 1969 · 
1970 – 1979 · 
1980 – 1989 · 
1990 – 1999 · 
2000 – 2009 · 
2010 – 2019 ·
2020 − 2029
Afghanistan ·
Argentinië ·
Australië ·
Azerbeidzjan · 
Bahrein ·
Bangladesh ·
Bhutan ·
Brunei ·
Cambodja ·
China ·
Curaçao ·
Fiji ·
Filipijnen ·
Finland ·
Ghana ·
Guam ·
Guyana ·
Hongarije ·
Hongkong ·
IJsland ·
Indonesië ·
Irak ·
Iran ·
Israël ·
Jamaica ·
Japan ·
Jemen ·
Jordanië ·
Kameroen ·
Kenia ·
Kirgizië ·
Koeweit ·
Laos ·
Libanon ·
Macau ·
Malediven ·
Maleisië ·
Marokko ·
Mauritius ·
Mongolië ·
Myanmar ·
Namibië ·
Nepal ·
Nieuw-Zeeland ·
Noord-Korea ·
Oezbekistan ·
Oman ·
Pakistan ·
Palestina ·
Peru ·
Polen ·
Puerto Rico ·
Qatar ·
Saint Kitts en Nevis ·
Saoedi-Arabië ·
Singapore ·
Sovjet-Unie ·
Sri Lanka ·
Suriname ·
Syrië ·
Tadzjikistan ·
Taiwan ·
Thailand ·
Trinidad en Tobago ·
Turkmenistan ·
Uruguay ·
Vanuatu ·
Verenigde Arabische Emiraten ·
Vietnam ·
Wit-Rusland ·
Zambia ·
Zuid-Korea ·
Zuid-Vietnam
FLFA · 
A-internationals · 
Libanees vrouwenelftal
1940 – 1949 · 
1950 – 1959 · 
1960 – 1969 · 
1970 – 1979 · 
1980 – 1989 · 
1990 – 1999 · 
2000 – 2009 · 
2010 – 2019 ·
2020 − 2029
Afghanistan ·
Algerije ·
Armenië ·
Australië ·
Bahrein ·
Bangladesh ·
Bhutan ·
Bulgarije ·
Cambodja ·
China ·
Cyprus ·
Djibouti ·
Ecuador ·
Egypte ·
Equatoriaal-Guinea ·
Estland ·
Filipijnen ·
Gabon ·
Georgië ·
Hongarije ·
Hongkong ·
India ·
Irak ·
Iran ·
Jemen ·
Jordanië ·
Kazachstan ·
Kirgizië ·
Koeweit ·
Laos ·
Libië ·
Malediven ·
Maleisië ·
Malta ·
Marokko ·
Mauritanië ·
Mongolië ·
Montenegro ·
Myanmar ·
Namibië ·
Nieuw-Zeeland ·
Noord-Korea ·
Noord-Macedonië ·
Oeganda ·
Oezbekistan ·
Oman ·
Oost-Timor ·
Pakistan ·
Palestina ·
Qatar ·
San Marino ·
Saoedi-Arabië ·
Singapore ·
Slowakije ·
Soedan ·
Somalië ·
Sri Lanka ·
Syrië ·
Tadzjikistan ·
Thailand ·
Tsjechië ·
Tunesië ·
Turkije ·
Turkmenistan ·
Vanuatu ·
Verenigde Arabische Emiraten ·
Vietnam ·
Zuid-Korea